# Richard de Clare (hrabia Pembroke)

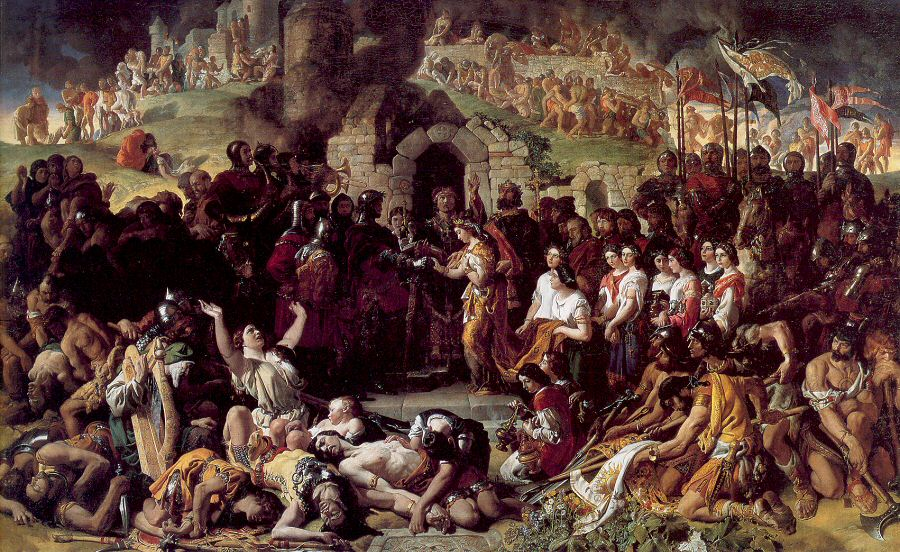
Małżeństwo Aoife i Strongbowa, obraz Daniela MacLise'a z 1854 r.

Richard Fitz Gilbert de Clare, 2. hrabia Pembroke, zwany Strongbow (ur. 1130, zm. 20 kwietnia 1176 w Dublinie) – angielski możnowładca, który odegrał znaczną rolę w podboju Irlandii za czasów króla Henryka II. Był synem Gilberta de Clare, 1. hrabiego Pembroke, i Isabel de Beaumont, córki 1. hrabiego Leicester.
Po śmierci ojca w 1148 r. odziedziczył tytuł hrabiego Pembroke. W 1153 r. był obecny podczas podpisywania traktatu westminsterskiego kończącego wojnę domową między królem Stefanem a Henrykiem Plantagenetem. Kiedy Henryk II został królem Anglii w 1154 r., de Clare zachował swój tytuł hrabiowski, mimo iż zlikwidowano wówczas większość tytułów kreowanych przez poprzedniego monarchę. Mimo to Richard utracił swój tytuł w niejasnych okolicznościach w 1167 lub 1168 r. Tytuł hrabiego Pembroke nosił jednak później jego syn. W 1168 r. znajdował się w orszaku księżniczki Matyldy podczas jej podróży do Niemiec na ślub z Henrykiem Lwem.
W tym samym 1168 r. irlandzki król Leinsteru, Diarmuid MacMurrough, został wypędzony ze swego królestwa przez Wysokiego Króla Irlandii Turlougha O’Connora. Diarmuid udał się na dwór Henryka II z prośbą o pomoc. Ten wysłał wraz z nim Richarda de Clare i innych baronów z pogranicza walijsko-angielskiego. Diarmuid obiecał wówczas Richardowi rękę swojej córki, Aoife. Armia angielska pod wodzą Raymonda le Grosa przybyła do Irlandii w 1169 r. i zdobyła Wexford, Waterford i Dublin. Strongbow przybył w sierpniu 1170 r. Dzień po zdobyciu Waterford, 29 sierpnia 1170 r. poślubił Aoife.
Angielska ekspedycja przywróciła tron i wpływy Diaruidowi. Król Henryk był jednak zaniepokojony i obawiał się nadmiernego wzrostu potęgi swoich baronów. W 1171 r. nakazał angielskim wojskom powrót z Irlandii. Tymczasem w maju 1171 r. zmarł Diarmuid i Richard de Clare, powołując się na prawa swojej żony, zażądał tronu królestwa Leinster. Wraz ze śmiercią Diarmuida wybuchło jednak w Irlandii powstanie i Richard ledwo obronił się w Dublinie. Wyruszył więc do Anglii, aby uzyskać pomoc od Henryka. Udało mu się to za cenę przekazania królowi wszystkich swoich posiadłości. Henryk przybył do Irlandii w październiku 1172 r. i pozostał tam przez 6 miesięcy. Przez ten czas obsadził swoimi załogami najważniejsze irlandzkie miasta. Od papieża Hadriana IV uzyskał tytuł pana Irlandii. Richard musiał zadowolić się tylko hrabstwem Kildare.
Richard pozostał w Irlandii do 1173 r., kiedy to wybuchła rebelia synów królewskich przeciw Henrykowi. Na wezwanie króla Strongbow udał się do Normandii. Za zasługi podczas walki został nagrodzony Wexfordem, Waterfordem i Dublinem. Po powrocie do Irlandii w 1174 r. musiał stawić czoła rebelii Donalda z Limerick. Richard poprowadził swoją armię do Munsteru, ale poniósł tam ciężką klęskę i został oblężony w Wexfordzie. Wezwał na pomoc Raymonda le Grosa, któremu obiecał rękę swojej córki. Richard i Raymond spotkali się w Wexford i po uroczystościach ślubnych Raymond podjął działania zakończone odwrotem Donalda spod Wexford.
W 1175 r. Richard przygotowywał kolejną wyprawę przeciwko Donaldowi z Limerick. Wodzem wyprawy miał być Raymond, a sam Richard miał nie brać bezpośredniego udziału w wyprawie. W czasie wyprawy zakończonej zdobyciem Limerick Richard przebywał w Anglii. Zmarł po powrocie do Irlandii w 1176 r. Został pochowany w dublińskim Christ Church.
Z Aoife miał dwoje dzieci, syna Gilberta de Striguila, 3. hrabiego Pembroke (1173 – 1185), oraz córkę Isabel (1172 – 1240), żonę Williama Marshala, 1. hrabiego Pembroke. Z nieznaną z imienia kochanką miał córkę Basile, żonę najpierw Roberta de Quincy, później Raymonda le Grosa i wreszcie Geoffreya Fitz Roberta, barona Kells.